# Yoshiobodes hauseri
Yoshiobodes hauseri är en kvalsterart som först beskrevs av Sandór Mahunka 1996.  Yoshiobodes hauseri ingår i släktet Yoshiobodes och familjen Carabodidae. Inga underarter finns listade i Catalogue of Life.